# Paweł Algimunt Holszański
Paweł Algimunt Holszański herbu Hippocentaurus (ur. 1490, zm. 4 września 1555 w Wilnie) – książę litewski, od 1507 roku biskup łucki, od 1536 roku wileński, archidiakon wileński, prepozyt płockiej kapituły katedralnej w 1536 roku.
Studiował w Krakowie i Rzymie. Był aktywnym przeciwnikiem reformacji. Uczestniczył w V Soborze Laterańskim w 1512 roku, przeprowadził cztery synody diecezjalne, majątek rodowy przekazał diecezji.

## Galeria

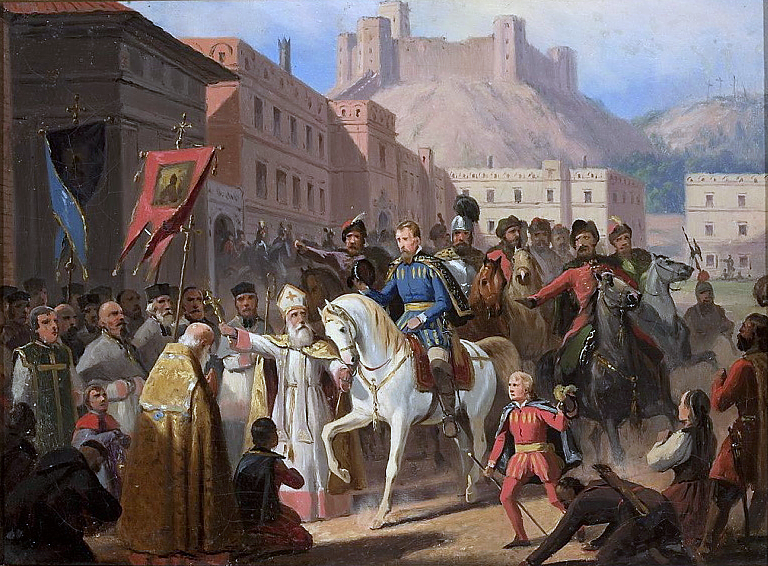
Biskup wileński Paweł Holszański wzbrania królowi Zygmuntowi II Augustowi wstępu do zboru protestanckiego w Wilnie, obraz pędzla Januarego Suchodolskiego z 1848 roku

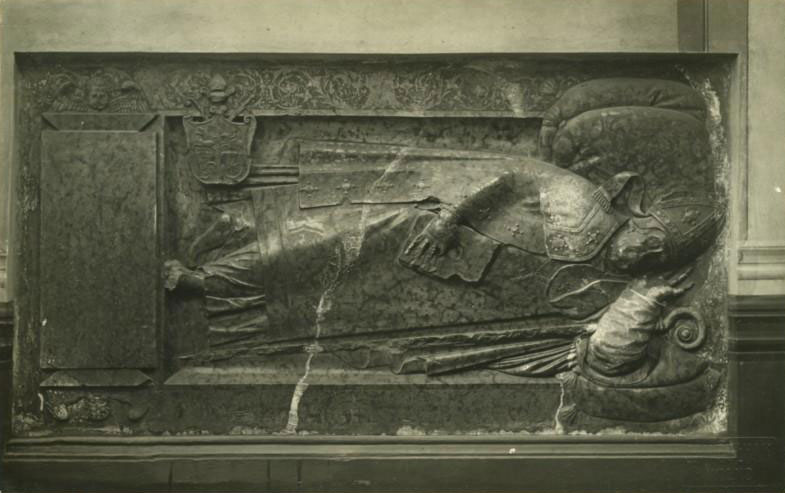
Nagrobek Pawła Holszańskiego w kaplicy Gasztołdów w katedrze w Wilnie.